# Bercsényi Péter
Bercsényi Péter (Pécs, 1982. december 12. –) magyar színész, bábszínész, rendező, szinkronrendező.

## Életpályája
2008-ban végzett a Színház- és Filmművészeti Egyetemen. 2007-től 2015-ig a Budapest Bábszínház színésze volt, 2015 óta szabadúszó.
2011-től 5 évig énekelt a HOPPart Társulat acapella kamarakórusában, a HOPPart Klubban, majd 2017-ig az Á la cARTe kórusban.
2014-től zenés mesterséget tanít a Színház- és Filmművészeti Egyetemen.
2021-től szinkronrendezőként is dolgozik.

## Fontosabb színházi szerepei
- William S. Gilbert – Arthur Sullivan: A Mikádó (Színház- és Filmművészeti Egyetem, 2007, rendező: Balázs Zoltán) – Pooh-Bah
- Oscar Wilde – Gerevich András – Fekete Gyula: Csillagfiú (Budapest Bábszínház, 2008 rendező: Tengely Gábor) – Fiú
- Szilágyi Andor: Leánder és Lenszirom (Színház- és Filmművészeti Egyetem, 2008, rendező: Alföldi Róbert) – Bölömbér kerál
- Szilágyi László – Eisemann Mihály: Én és a kisöcsém (Színház- és Filmművészeti Egyetem, 2008, rendező: Bezerédi Zoltán) – Kelemen Félix / olasz énekes
- Johann Wolfgang Goethe: Faust (Budapest Bábszínház, 2009, rendező: Balázs Zoltán) – Kanmajom / Szirén / Kis Drüád / Euphorion
- Salman Rushdie: Hárun és a mesék tengere (Budapest Bábszínház, 2009, rendező: Csató Kata) – Hárun
- Szabó Borbála – Varró Dániel – Darvas Ferenc: Líra és Epika (Budapest Bábszínház, 2009, rendező: Mácsai Pál) – Líra herceg
- Emanuel Schikaneder – Kocsis Rozi – Wolfgang A. Mozart: A varázsfuvola (Vaskakas Bábszínház, 2010 rendező: Bartal Kiss Rita) – Tamino
- Federico García Lorca: Bernarda Alba (Vaskakas Bábszínház, 2010, rendező: Tengely Gábor)
- Gimesi Dóra: Hajnali csillag peremén (Budapest Bábszínház, 2010, rendező: Tengely Gábor)
- Grimm testvérek – Lackfi János: Csipkerózsa (Budapest Bábszínház, 2010, rendező: Kuthy Ágnes) – Királyfi
- Alfred Jarry: Übü király és a magyarok (Budapest Bábszínház, 2011, rendező: Kiss Csaba) – Rozamunda királyné és mások
- Bob Fosse – Neil Simon – Cy Coleman – Dorothy Fields: Sweet Charity (Pesti Magyar Színház, 2011, rendező: Pelsőczy Réka) – Sam
- Pelsőczy Réka – Sirokay Bori: SZERET...lek  (Szikra Cool-Tour-House, 2011, rendező: Pelsőczy Réka) – A Pincér
- Jean Genet: Babák (Budapest Bábszínház, 2012, rendező: Fodor Annamária) – Madame
- Mihail Bulgakov: Képmutatók cselszövése (Szkéné Színház, 2012, rendező: Szikszai Rémusz) – Mariette Rivaille / Bartholomé / Hűség testvér
- Sven Nordqvist – Fekete Ádám: Pettson és Findusz (Budapest Bábszínház, 2012, rendező: Bereczki Csilla) – Sven, muklafiú
- Daniel Danis – Khaled-Abdo Szaida: Kivi (Budapest Bábszínház, 2013, rendező: Gáspár Ildikó) – Licsi
- Marék Veronika – Gimesi Dóra: Boribon és Annipanni (Budapest Bábszínház, 2013, rendező: Ellinger Edina) – Boribon
- Mark Ravenhill: Állampolgári ismeretek (Zsámbéki Színházi Bázis, 2013, rendező: Tengely Gábor) – Férfi
- Paul Foster – Kovács András Ferenc – Monori András: I. Erzsébet (Szkéné Színház, 2013 rendező: Szikszai Rémusz) – Mária, skót királynő / Tilly Boom, a mosónő / A spanyol pap
- Friedrich Schiller – Mikó Csaba: Stuart Mária (Örkény István Színház, 2014, rendező: Gáspár Ildikó) – Idegen
- Joe Masteroff – Vörös Róbert – Fred Ebb: Kabaré (Budapest Bábszínház, 2015, rendező: Alföldi Róbert) – Konferanszié
- Mary Orr – Zöldi Gergely: Mindent Éváról (Orlai Produkciós Iroda, 2015 rendező: Pelsőczy Réka) – Madárka
- Eugène Ionesco: Makbett  (Kultúrbrigád, 2015, rendező: Alföldi Róbert) – Katona / Egy Nő
- Kálmán Eszter: N, mint Nosferatu (Trafó, 2015 rendező: Kálmán Eszter) – N
- Székely Csaba: Kutyaharapás  (Szkéné Színház, 2016 rendező: Szikszai Rémusz) – Kicsidzsó
- Kálmán Eszter: A tó (Trafó, 2016, rendező: Kálmán Eszter)
- Mihail Lermontov – Vörös Róbert: Álarcosbál  (Budaörsi Latinovits Színház, 2017, rendező: Pelsőczy Réka) – Idegen
- Rainer Werner Fassbinder: A félelem megeszi a lelket (Kultúrbrigád, 2017, rendező: Alföldi Róbert) – Münchmeyerné / Paula / Albert / Angermeyerné
- John Kander – Fred Ebb – Bob Fosse: Chicago (Kultúrbrigád, 2018, rendező: Alföldi Róbert) – Mary Sunshine
- Dodo Gombár: Ég és nő között (Mozsár Műhely, 2019, rendező: Fodor Annamária) – Férfi
- Henry Farrell: Mi történt Baby Jane-nel? (Hatszín Teátrum, 2019, rendező: Alföldi Róbert) – szomszédnő / mama / producer / rendező
- Gérard Lauzier: Magas (szőke) barna férfi felemás... (József Attila Színház, 2019, rendező: Simon Kornél) – Yan

## Film- és tévészerepei
- Lejtő (2002, rendezte: Ducki Tomek)
- Zsírkiller (2004, rendezte: Ducki Tomek) – Robi
- A cég - A CIA regénye (tévésorozat, 2007) – Forradalmár
- Malter (2008, rendezte: Béres Dániel)
- Chili vagy Mango (tévésorozat, 2013) – Pincér
- Swing (2014, rendezte: Fazekas Csaba) – Táncos
- Lengemesék (tévésorozat, 2015) – Gyékényes Geri
- Kémek küldetése (tévésorozat, 2017) – SS tiszt
- Lengemesék (2017, rendezte: Pálfi Zsolt) – Gyékényes Geri
- Oltári csajok (tévésorozat, 2017) – Gyárfás Erik
- Tóth János (tévésorozat, 2018) – Alkony
- Lengemesék 2 - Tél a Nádtengeren (2018, rendezte: Pálfi Zsolt) – Gyékényes Geri
- Ízig-vérig (tévésorozat, 2019) – Marcell
- Egynyári kaland (tévésorozat, 2019) – Zoltán
- Toxikoma (2021, rendezte: Herendi Gábor) – Színész
- Cella – Letöltendő élet (2023, rendezte: Csillag Mano) – Lakos Tibor

## Fontosabb szinkronszerepei
- Egy troll New Yorkban – Stanley énekhangja
- Stréber – Dennis hangja (ének is)
- Dollár, kanna, szerelem – Joe (Jack McBrayer)
- Írd a karjára: Szeretnek! – Mackey (Corbin Bleu)
- Az apáca – Croismare márki (Pierre Nisse)
- Bazi nagy francia lagzik – Chao Ling (Frédéric Chau)
- Mr. Turner – CR Leslie (Tom Edden)
- A sushi árnyékos oldalán – Aki (Yutaka Takeuchi)
- Bérhaverok – Edmundo / Szutyok Eddie Sanchez (Ignacio Serricchio)
- Carol – Jack Taft (Trent Rowland)
- Az ember, akit Ovénak hívnak – Mirsad (Poyan Karimi)
- Halálos iramban 7. – Safar (Ali Fazal)
- Láttam a fényt – Ray Price (Von Lewis)
- Némaság – Rodrigues (Andrew Garfield)
- A számolás joga – John Glenn (Glen Powell)
- Una – Scott (Riz Ahmed)
- Zoolander 2. – Minden (Benedict Cumberbatch)
- Valerian és az ezer bolygó városa – Tsûuri hangja
- A viszony (tévésorozat) – Harry (Stephen Kunken)
- Milliárdok nyomában (tévésorozat) – Oliver Dake (Christopher Denham)
- Bizalom (tévésorozat) – Khan (Silas Carson)
- Tomb Raider – Bruce (Josef Altin)
- Csillag születik – Emerald (Willam Belli)
- Bohém rapszódia – Kenny Everett (Dickie Beau)
- A karácsony mentőakció – Olivier Le Guennec (David Marsais)
- Sorsok útvesztője (tévésorozat) – Cemal (Serkan Şenalp)
- A Lego kaland 2. – Baltazár hangja
- Szerelmem, Ramón (tévésorozat) – Chava (Solkin Ruz)
- Dumplin’ – Így kerek az élet – Lee (Harold Perrineau)
- Terror: Gyalázat – Ken (Christopher Naoki Lee)
- Bazi nagy francia lagzik 2. – Chao Ling (Frédéric Chau)
- Playmobil: A film – Maximus császár hangja (ének is)
- Downton Abbey – Richard Ellis (Max Brown)
- Narancs az új fekete (tévésorozat) – Sophia Burset (Laverne Cox)
- Másik élet (tévésorozat) – Zayn Petrossian (JayR Tinaco)
- Vaják (tévésorozat) – Kökörcsin (Joey Batey)

## Rendezései
- Pavel Bazsov – Jeli Viktória – Melis László: A Rézhegyek királynője (Vaskakas Bábszínház, 2015)
- Dániel András – Gimesi Dóra: A tengerparton hűvös az ősz (Magyar Nemzeti Galéria – MiniTextúra, 2017)
- Harcos Bálint: A kislovag és a sárkány (Magyar Nemzeti Galéria – MiniTextúra, 2018)
- Bán Zsófia: A róka, Jaja és a varázskazetta (Magyar Nemzeti Galéria – MiniTextúra, 2020)

## Egyéb színházi munkái
- Pallai Mara – Tengely Gábor: Aliz! (Budaörsi Latinovits Színház, 2020, rendező: Tengely Gábor) – zeneszerző és zenei rendező
- David Eldridge: Születésnap (Budaörsi Latinovits Színház, 2020, rendező: Pelsőczy Réka) – zenei vezető

## Díjai, jelölései
- 2015: Színikritikusok Díja – Legjobb férfi mellékszereplő díja (Konferanszié, Kabaré)
- 2014: 21. Nemzetközi Gyermekszínházi Fesztivál, Szabadka – Legjobb férfi főszereplő díja (Boribon, Boribon és Annipanni)
- 2012: Junior Prima díj jelölés
- 2011: Színikritikusok Díja – Legígéretesebb pályakezdő jelölés (A Pincér, SZERET...lek)